# Emir Ham
Emir Alejandro Ham (Buenos Aires, Argentina, 9 de marzo de 1990) es un futbolista argentino, con ciudadanía y pasaporte español. Juega de lateral izquierdo, volante izquierdo y su equipo actual es Club Atlético General Lamadrid, club que milita en la Primera C de Argentina.

## Clubes
| Club                           | País      | Año                          | PJ | Goles |
| ------------------------------ | --------- | ---------------------------- | -- | ----- |
| Los Andes                      | Argentina | 2010 - 2012                  | 29 | 0     |
| San Telmo                      | Argentina | 2013 - 2014                  | 29 | 0     |
| Ferrocarril Midland            | Argentina | 2014 - 2016                  | 66 | 2     |
| Acassuso                       | Argentina | 2016 - 2018                  | 30 | 0     |
| Fénix                          | Argentina | 2018 - 2019                  | 15 | 0     |
| Luján                          | Argentina | 2019                         | 13 | 1     |
| SSD Pro Favara                 | Italia    | 2019 - 2020                  | 7  | 0     |
| Club Atlético General Lamadrid | Argentina | 2020                         | 15 | 0     |
| CD Torrijos                    | España    | Julio 2021 - Diciembre 2021. | 4  | 0     |
| A.S.D. Polisportiva Bisaccese  | Italia    | Diciembre 2021 - Junio 2022  | 20 | 0     |
| Club SAT                       | Argentina | Agosto 2022 - Diciembre 2022 | 6  | 0     |
| Club Atlético General Lamadrid | Argentina | Actualmente                  | 40 | 1     |